# Nicolaj Ritter
Nicolaj Ritter, né le 8 mai 1992, est un footballeur danois. Il évolue à SønderjyskE au poste d'arrière gauche.

## Biographie
Il joue un match en Ligue Europa avec le club de SønderjyskE lors de la saison 2016-2017.

## Palmarès
- Champion du Danemark de D2 en 2014 avec le Silkeborg IF